# Frisia IV
Die Frisia IV ist eine Auto- und Passagierfähre der Reederei Norden-Frisia, die im Linienverkehr zwischen der Ostfriesischen Insel Norderney und Norddeich verkehrt.

## Geschichte
Die Fähre wurde in den Jahren 2001 bis 2002 unter der Baunummer 30239 auf der Cassens-Werft in Emden gebaut. Die Kiellegung fand am 31. Juli, der Stapellauf am 20. Dezember 2001 statt. Fertiggestellt wurde das Schiff im April 2002.

## Technik
Der Antrieb der Frisia IV erfolgt dieselelektrisch über vier Elektromotoren (Typ: Schorch BN 7357 M-BX) mit einer Leistung von jeweils 470 kW, die über Reduktionsgetriebe auf Voith-Schneider-Propeller wirken. Im Bug und am Heck des Schiffes sind je zwei Anlagen installiert. Die Energie wird von vier Dieselmotoren erzeugt.
Das Schiff ist als Doppelendfähre konzipiert. Da sie in beide Richtungen fahren sowie be- und entladen werden kann, muss sie in den beiden Häfen nicht wenden, wodurch die Fahrtzeit verkürzt wird.